# Sesión continua
Sesión continua é um filme de drama espanhol de 1984 dirigido e escrito por José Luis Garci. Foi indicado ao Oscar de melhor filme estrangeiro na edição de 1985, representando a Espanha.